# Arta războiului
Arta războiului (în chineză scriere pinyin sūn zĭ bīng fă) este o carte scrisă de către generalul chinez Sun Tzu în secolul al VI-lea î.Hr. despre tactici și strategii militare. Are 13 capitole. Este esența războiului psihologic (pentru a face adversarul să creadă că se află în poziție de slăbiciune sau că trebuie să se predea) utilizat în special în Războiul din Vietnam sau în cel al Indochinei (deceniile 4-5 ale secolului al XX-lea).

## Istoricul cunoașterii sale de către Occident
Arta războiului a fost introdusă în Occident de către un iezuit, părintele Joseph Marie Amiot, care l-a tradus și făcut cunoscut în Europa în 1772 (sub numele de Cele Treisprezece Articole), de unde s-a difuzat rapid la curțile regale și academiile militare.
Ideile sale, ignorate în timpul epocilor de război total, și-au regăsit o aplicare în războaiele anti-coloniale mai sus menționate.

## Capitole
1. Despre evaluare
2. Direcția războiului
3. Strategia ofensivă
4. Despre măsura în dispoziția mijloacelor
5. Energia
6. Puncte slabe și puncte puternice
7. Înfruntarea directă și indirectă
8. Cele 9 variabile
9. Distribuirea mijloacelor
10. Terenul de bătălie
11. Cele 9 clase de terenuri
12. Despre arta de a ataca cu arme de foc
13. Despre folosul spionilor